# ハルツーム決議

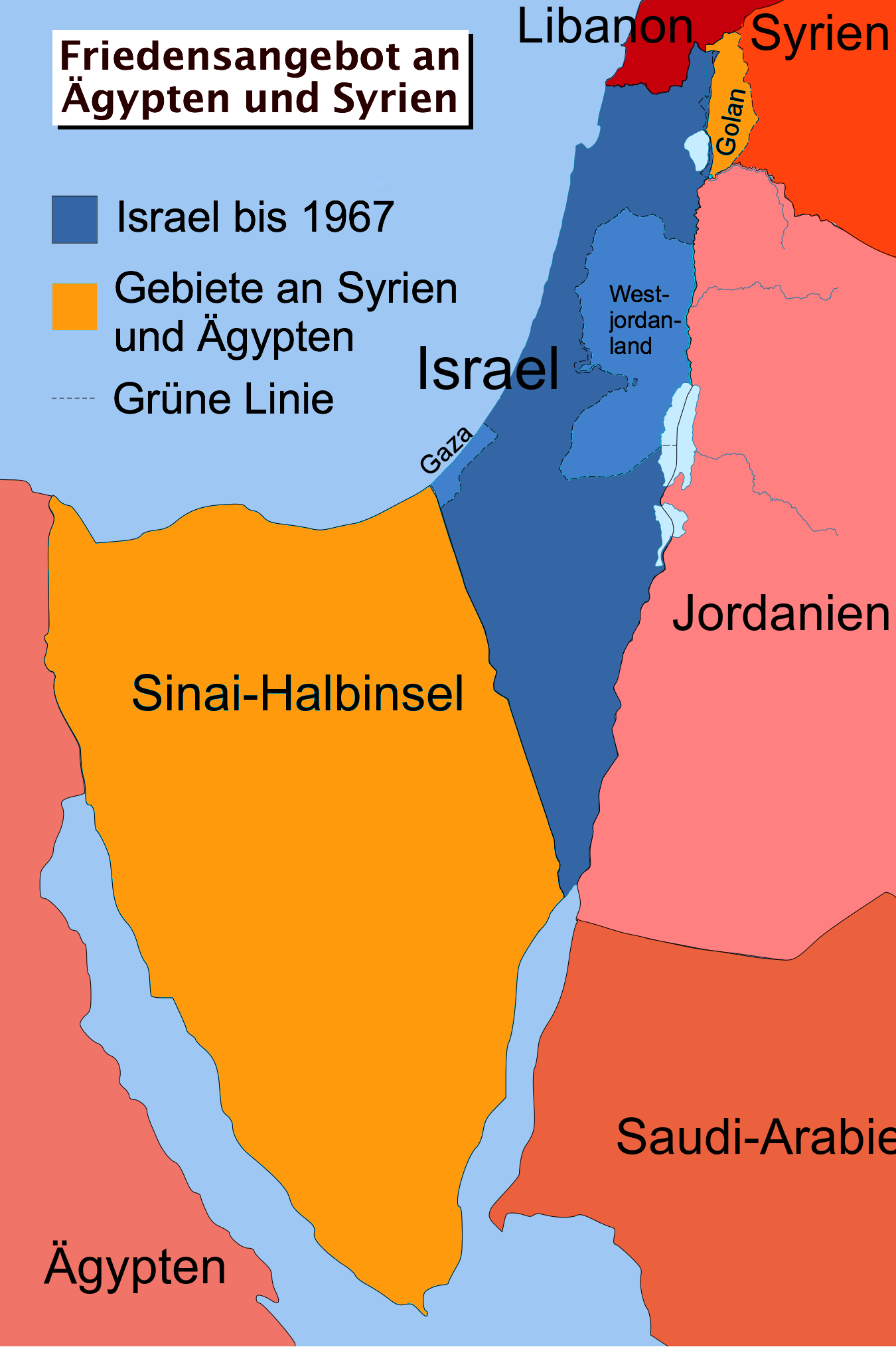
第三次中東戦争の9日後のイスラエルのエジプトとシリアへの平和の申し出

1967年9月1日のハルツーム決議（ハルツームけつぎ、Khartoum Resolution）は、第三次中東戦争の後にスーダンの首都ハルツームで開催された第4回アラブ首脳会談（アラブ連盟サミット）の締めくくりに採択された決議である。それは1973年の第四次中東戦争までこれらの国の外交政策の基礎を決定づけた。
主な内容は、以下の通りである。
1. イスラエルに対する継続的な闘争
2. 第三次中東戦争中に存在したアラブの石油ボイコットの終焉
3. イエメンでの戦争の終結
4. エジプトとヨルダンへの経済的支援

第3段落に含まれる、以下の「3つのノー」(Three Nos)として知られるようになった条項で知られている。
1. イスラエルと講和せず (no peace with Israel)
2. イスラエルを承認せず (no recognition of Israel)
3. イスラエルと交渉せず (no negotiations with it)

2002年3月にアラブ連盟によって可決されたアラブ和平ア提案は、この決議からの脱却と見なされている。このイニシアチブには、イスラエルが1967年の国境に撤退し、東エルサレムを首都とする独立したパレスチナ国家を認めた場合、アラブ諸国はイスラエルとの関係を「正常化」する準備ができているという申し出が含まれている。
平和のためのイニシアチブは、サウジアラビア国王アブドゥッラーイブン・アブド・アル・アジズの提唱でアラブ連盟によって2002年3月に提案され、イランを含むイスラム協力機構の57か国全員によって2002年6月に受け入れられた。
イスラエル側では、このイニシアチブは政治指導者からの反対に会った。当時のシモン・ペレス副首相は、違いを克服するためにさらなる交渉が必要であると述べた。口述で、パレスチナ人もアラブ人もイスラエル人も解決に達することができなかった。

## 参考資料
1. ↑  “This Week in History: The Arab League Three No's”. Jerusalem Post. 2017年12月4日閲覧。
2. ↑  外務省ホームページより、外務省報道官談話アラブ首脳会議におけるアラブ和平提案の採択について